# Життєвість
Життєвість – більша або менша біоекологічна стійкість особин рослин і тварин, їх здатність розмножуватися в біоценозі при міжвидових взаєминах, пристосованість до умов даного екотопа. А. А. Гроссгейм (1929) запропонував наступну п'ятибальну шкалу життєвості рослин.

## Шкала Гросгейма
1. Вегетативні та генеративні здібності сильно пригнічені;
2. Вегетативний розвиток нижче норми, здатність цвісти і плодоносити не втрачено;
3. Вегетативний розвиток, цвітіння і плодоношення нормальні;
4. Вегетативний розвиток вище нормального, цвітіння і плодоношення підвищені;
5. Пишний розвиток і буйне цвітіння і плодоношення.

Особлива шкала (шкала Крафта) вживається для диференціальної оцінки життєвості деревних популяцій. Кращим критерієм життєвості (в рамках вікової динаміки) є ступінь стійкості виду в біоценозі (Уранов, 1960).